# Polyplax thamnomydis
Polyplax thamnomydis är en insektsart som beskrevs av Pajot 1966. Polyplax thamnomydis ingår i släktet Polyplax och familjen ledlöss. Inga underarter finns listade i Catalogue of Life.